# Charles Tait
Charles Tait, född 1 februari 1768 i Virginia, död 7 oktober 1835 nära Claiborne, Alabama, var en amerikansk jurist och politiker (demokrat-republikan). Han representerade delstaten Georgia i USA:s senat 1809-1819.
Tait flyttade 1783 till Georgia med sina föräldrar. Han studerade i Maryland och undervisade i franska vid Cokesbury College i närheten av Baltimore. Efter juridikstudierna flyttade han 1795 tillbaka till Georgia och undervisade vid Richmond Academy i Augusta. Han inledde därefter 1798 sin karriär som advokat i Elbert County, Georgia. Han arbetade 1803-1809 som domare i Georgia.
Senator John Milledge avgick 1809 och efterträddes av Tait. Han omvaldes 1813 och efterträddes 1819 som senator av John Elliott.
Tait arbetade 1820-1826 som federal domare i Alabama. Han var därefter verksam som plantageägare i Alabama. Hans grav finns på Dry Forks Cemetery i Wilcox County, Alabama.